# John Hawley Edwards
John Hawley Edwards (né le 21 mars 1850 à Shrewsbury et mort le 14 janvier 1893) était un homme de justice, un footballeur et un joueur de cricket anglais et gallois de la deuxième moitié du XIXe siècle.  

## Biographie
Né en 1850 à Shrewsbury, John Hawley Edwards fut en 1871 un solliciteur. En parallèle, il commença sa carrière à Shropshire Wanderers, entre 1871 et 1874, sans rien remporter. Il alla ensuite dans le club de Wanderers FC, remportant une coupe d'Angleterre de football en 1876, inscrivant un but lors de la finale aller. Il finit sa carrière à Shrewsbury.
En tant qu'attaquant, il fut international anglais à une occasion, le 7 mars 1874, contre l'Écosse, en tant que titulaire, mais la sélection des Three Lions s'inclina deux buts à un. 
Juste après avoir gagné la coupe d'Angleterre, il fut appelé par la sélection galloise, et honora sa première sélection, le 25 mars 1876, qui est le premier match officiel du Pays de Galles. Il fut titulaire et s'inclina encore contre l'Écosse quatre buts à zéro. Pour aider la fédération, il fut nommé trésorier.
En parallèle, il fut joueur de cricket dans le club de Shropshire County Cricket Club, pendant plusieurs années et devint secrétaire du club.
Il fut avocat pendant dix-neuf ans au niveau local jusqu'à sa mort.

## Clubs
- 1871-1874 :  Shropshire Wanderers
- 1874-? :  Wanderers FC
- ?-? :  Shrewsbury

## Palmarès
- Coupe d'Angleterre de football
  - Vainqueur en 1876 (avec les Wanderers FC)